# Saint-Amant-de-Bonnieure
Saint-Amant-de-Bonnieure korábbi község Franciaországban, Charente megyében. Lakosainak száma 363 fő (2017. január 1.). Saint-Amant-de-Bonnieure Saint-Angeau, Saint-Ciers-sur-Bonnieure, Sainte-Colombe, Saint-Front, Valence és Saint-Mary községekkel határos.
2018. január 1-jén Saint-Angeau és Sainte-Colombe  korábbi községgel egyesült és az így létrejött Val-de-Bonnieure új község része lett.

## Népesség
A település népessége az elmúlt években az alábbi módon változott:
| Lakosok száma | 357  | 309  | 315  | 297  | 314  | 349  | 342  | 352  | 358  | 363  |
|               | 1968 | 1975 | 1982 | 1990 | 1999 | 2006 | 2011 | 2013 | 2015 | 2017 |